# Dore Schary
Dore Schary est un producteur, scénariste, dramaturge et metteur en scène américain, né le 31 août 1905 à Newark (New Jersey) et mort le 7 juillet 1980 à New York. Plus ponctuellement, il a aussi été réalisateur et acteur.

## Filmographie

### Comme producteur
- 1942 : Un Américain pur sang (Joe Smith, American)
- 1942 : Kid Glove Killer
- 1942 : Journey for Margaret
- 1943 : Bataan
- 1943 : Fidèle Lassie (Lassie Come Home)
- 1944 : Étranges Vacances (I'll be seeing you)
- 1946 : Deux Mains, la nuit (The Spiral Staircase)
- 1946 : Jusqu'à la fin des temps (Till the End of Time)
- 1947 : Ma femme est un grand homme (The Farmer's Daughter)
- 1947 : Feux croisés (Crossfire)
- 1947 : Deux sœurs vivaient en paix (The Bachelor and the Bobby-Soxer)
- 1948 : Un million clé en main (Mr. Blandings Builds His Dream House)
- 1948 : Les Amants de la nuit (They Live by Night)
- 1948 : La Cité de la peur (Station West)
- 1948 : Le Garçon aux cheveux verts (The Boy with Green Hair) de Joseph Losey
- 1948 : La Course au mari (Every Girl Should Be Married)
- 1949 : Nous avons gagné ce soir (The Set-Up)
- 1949 : Adventure in Baltimore (en)
- 1949 : Une incroyable histoire (The Window)
- 1949 : Bastogne (Battleground)
- 1950 : La Voix que vous allez entendre (The Next Voice You Hear...)
- 1950 : L'Étranger dans la cité (Walk Softly, Stranger)
- 1951 : La Charge victorieuse (The Red Badge of Courage)
- 1951 : Tout ou rien (Go for Broke!)
- 1951 : It's a Big Country
- 1951 : Convoi de femmes (Westward the Women)
- 1952 : Washington Story (en)
- 1952 : Capitaine sans loi (Plymouth Adventure)
- 1952 : The Hoaxters
- 1953 : La Femme rêvée (Dream Wife)
- 1953 : Arena
- 1953 : Sergent la Terreur (Take the High Ground!)
- 1955 : The Battle of Gettysburg
- 1955 : Un homme est passé (Bad Day at Black Rock)
- 1956 : Le Cygne (The Swan)
- 1956 : La Dernière Chasse (The Last Hunt)
- 1957 : La Femme modèle (Designing Woman)
- 1958 : Cœurs brisés (Lonelyhearts)
- 1960 : Sunrise at Campobello de Vincent J. Donehue
- 1961 : Westinghouse Presents: The Sound of the Sixties (TV)
- 1963 : Act One

### Comme scénariste
- 1933 : Fury of the Jungle
- 1933 : Fog
- 1934 : The Most Precious Thing in Life
- 1934 : Young and Beautiful
- 1935 : Mississippi
- 1935 : Chinatown Squad
- 1935 : Silk Hat Kid
- 1935 : Red Hot Tires (en)
- 1935 : Your Uncle Dudley
- 1936 : Her Master's Voice
- 1936 : Sans foyer (Timothy's Quest) de Charles Barton
- 1936 : Mind Your Own Business
- 1937 : Outcast
- 1937 : The Girl from Scotland Yard
- 1937 : La Grande Ville (The Big City)
- 1938 : Des hommes sont nés (Boys Town)
- 1938 : Men of Steel
- 1940 : La Jeunesse d'Edison (Young Tom Edison)
- 1941 : Married Bachelor
- 1951 : It's a Big Country
- 1955 : The Battle of Gettysburg
- 1958 : Cœurs brisés (Lonelyhearts)
- 1960 : Sunrise at Campobello de Vincent J. Donehue
- 1961 : Westinghouse Presents: The Sound of the Sixties (TV)
- 1963 : Act One

### Comme réalisateur
- 1963 : Act One

### Comme acteur
- 1947 : Deux sœurs vivaient en paix (The Bachelor and the Bobby-Soxer) d'Irving Reis : Jebby

## Théâtre
- 1955 : Sunrise at Campobello